# ایل مموس
طایفه مموس از قدیمی‌ترین طوایف کرد از ایل کردلی میباشد که به زبان کردی فیلی (یا همان پهله.ای) تکلم دارند و شامل ۵ تیره(مال فرخی، یخی ون، ماله‌میه، سیره، مزیه) و ساکن در شهرستان دهلران و شهرستان آبدانان و روستاهای گلسیری، تم تمو و حاضرمیل میباشد، 

## محل سکونت
طایفه مموس بزرگترین طایفه شهرستان دهلران است که بیشترین جمعیت و بیشترین اراضی در منطقه دهلران را دارد ،این طایفه از شهرستان دهلران در شرق، سرچنار و دینارکوه و روستای تاریخی دیوِنَه آبدانان در شمال و تا قسمت هایی از شهر پهله ادامه دارد. همچنین بخشی از این طایفه در کشور عراق شهرستان علی الغربی نیز قرار دارد. 

## صادق کرده
صادق کرده صادق کرده یکی از بزرگان ایل کرد مموس بود که در زمان حکومت پهلوی داستان شجاعت و مردانگی او در همه جا پخش شد و فیلمی از آن نیز در سال ۱۳۵۱ با نام  صادق کرده  تولید شد.